# Livilliers
Livilliers é uma comuna francesa na região administrativa da Ilha de França, no departamento do Vale do Oise. Estende-se por uma área de 6.53 km². Em 2010 a comuna tinha 394 habitantes (densidade: 60,3 hab./km²).